# 板倉重良
板倉 重良（いたくら しげよし）は、江戸時代前期の下野国烏山藩の世嗣。官位は従五位下・能登守、伯耆守。

## 略歴
板倉重矩の長男として誕生。母は小出吉親の四女。正室は池田恒元の娘。
重矩の嫡子だったが、寛文12年（1672年）、病気を理由に廃嫡された。翌年、父が死去し弟・重種が家督を継いだが、天和3年（1683年）に重種が隠居すると、重良の長男・重宣と相続をめぐって騒動となる。幕府の裁定により、重種の領地下野国烏山5万石のうち、3万石を重種の長男・重寛、2万石を重宣が相続することになり、重宣は上総国高滝藩主となる。
翌貞享元年（1684年）、重宣が自身に先立ち死去すると、母の実家である小出家から重高を養子に迎えた。元禄10年（1697年）に死去した。